# Distrito de Lenti
El distrito de Lenti (húngaro: Lenti járás) es un distrito húngaro perteneciente al condado de Zala.
En 2013 tiene 19 783 habitantes. Su capital es Lenti.

## Municipios
El distrito tiene una ciudad (en negrita) y 47 pueblos
(población a 1 de enero de 2013):
- Alsószenterzsébet (57)
- Baglad (50)
- Barlahida (120)
- Belsősárd (97)
- Bödeháza (43)
- Csesztreg (860)
- Csömödér (636)
- Dobri (155)
- Felsőszenterzsébet (17)
- Gáborjánháza (71)
- Gosztola (54)
- Hernyék (101)
- Iklódbördőce (281)
- Kálócfa (160)
- Kányavár (122)
- Kerkabarabás (276)
- Kerkafalva (100)
- Kerkakutas (126)
- Kerkateskánd (169)
- Kissziget (189)
- Kozmadombja (51)
- Külsősárd (69)
- Lendvadedes (25)
- Lendvajakabfa (19)
- Lenti (7961) – la capital
- Lovászi (1242)
- Magyarföld (29)
- Márokföld (43)
- Mikekarácsonyfa (277)
- Nemesnép (118)
- Nova (821)
- Ortaháza (108)
- Páka (1156)
- Pórszombat (290)
- Pördefölde (52)
- Pusztaapáti (27)
- Ramocsa (31)
- Resznek (279)
- Rédics (916)
- Szécsisziget (218)
- Szentgyörgyvölgy (427)
- Szijártóháza (28)
- Szilvágy (182)
- Tormafölde (323)
- Tornyiszentmiklós (607)
- Zalabaksa (689)
- Zalaszombatfa (45)
- Zebecke (66)